# Gordos Géza
Gordos Géza (Budapest, 1937. április 20. – 2014. augusztus 26.) magyar villamosmérnök, tanszékvezető egyetemi tanár.

## Élete
A Budapesti Műszaki Egyetem Híradástechnika szakán 1960-ban szerzett villamosmérnöki oklevelet, ahol még ebben ez évben oktató lett. 1964–1972 között – egyetemi állásának megtartása mellett, részfoglalkozásban – a Posta Kísérleti Intézet tudományos munkatársa, majd főmunkatársa;1968-tól laborvezető. 
1968-ban a Műegyetem Vezetékes Híradástechnikai Tanszékén megalapította a gépi beszédfeldolgozás laboratóriumot. 1972–1973-ban UNESCO-szakértőként vezette Athénben „A görög távközlés korszerűsítése” projektet, beleértve annak felsőoktatását is. Angliában a hetvenes évek közepén vendégprofesszorként és tanácsadóként tevékenykedett; 1974-ben a University of Salford, Manchester, U.K., 1975-ben az Imperial College London vendégprofesszora – itt három hónapig együtt dolgozott a Nobel-díjas Gábor Dénessel. 
1976-tól 26 éven át tanszékvezető a Műegyetemen, 1991 és 1997 között a BME tudományos (kutatási) rektorhelyettese. 1992-ben a Harvard Egyetemen oktatásmenedzseri diplomát szerzett. 2002-ben vonult nyugdíjba, 2007-től professor emeritus.
2004-ben megbízást kapott a Bay Zoltán Alkalmazott Kutatási Közalapítvány égisze alatt új informatikai intézet létrehozására. A BAY-IKTI, Ipari Kommunikációs Technológiai Innovációs Intézet igazgatója 2009-ig, majd haláláig a hat Intézetet összefogó szaktanácsadója.
Kiemelkedő szerepet játszott a hazai szakmai közéletben.
- 1959-től tagja a HTE-nek (Hírközlési és Informatikai Tudományos Egyesület), 1981–1991 között a távközlési szakosztály elnöke, 1991–1997 között az Egyesület elnöke.
- A Műszaki és Természettudományi Egyesületek Szövetsége (MTESZ) Szövetségi Tanácsának tagja 1991–1997 között, 2002-től 2006-ig a MTESZ alelnöke, 2006–2010 között elnöke.

Gordos Géza tudományos eredményeit 21 szabadalom, 36 könyv, illetve könyvfejezet, 123 szakmai közlemény, továbbá 65 egyéb közlemény fémjelzi.

## Díjak, elismerések
- HTE Puskás Tivadar-díj (1983, 2000)
- Kempelen Farkas díj (1991)
- Gábor Dénes-díj (1994)
- Akadémiai Díj, MTA, (1999)
- Széchenyi-díj (2000)
- József Nádor Emlékérem, BME (2007)
- A Magyar Köztársasági Érdemrend középkeresztje (2010)